# Zemský okres Saarlouis
Zemský okres Saarlouis (německy Landkreis Saarlouis) je zemský okres v německé spolkové zemi Sársko. Sídlem správy zemského okresu je město Saarlouis. Má přibližně 197 tisíc obyvatel. 

## Města a obce
| Města: 1. Dillingen/Saar 2. Lebach 3. Saarlouis | Obce: 1. Bous 2. Ensdorf 3. Nalbach 4. Rehlingen-Siersburg 5. Saarwellingen 6. Schmelz 7. Schwalbach 8. Überherrn 9. Wadgassen 10. Wallerfangen |